# Porto Santo

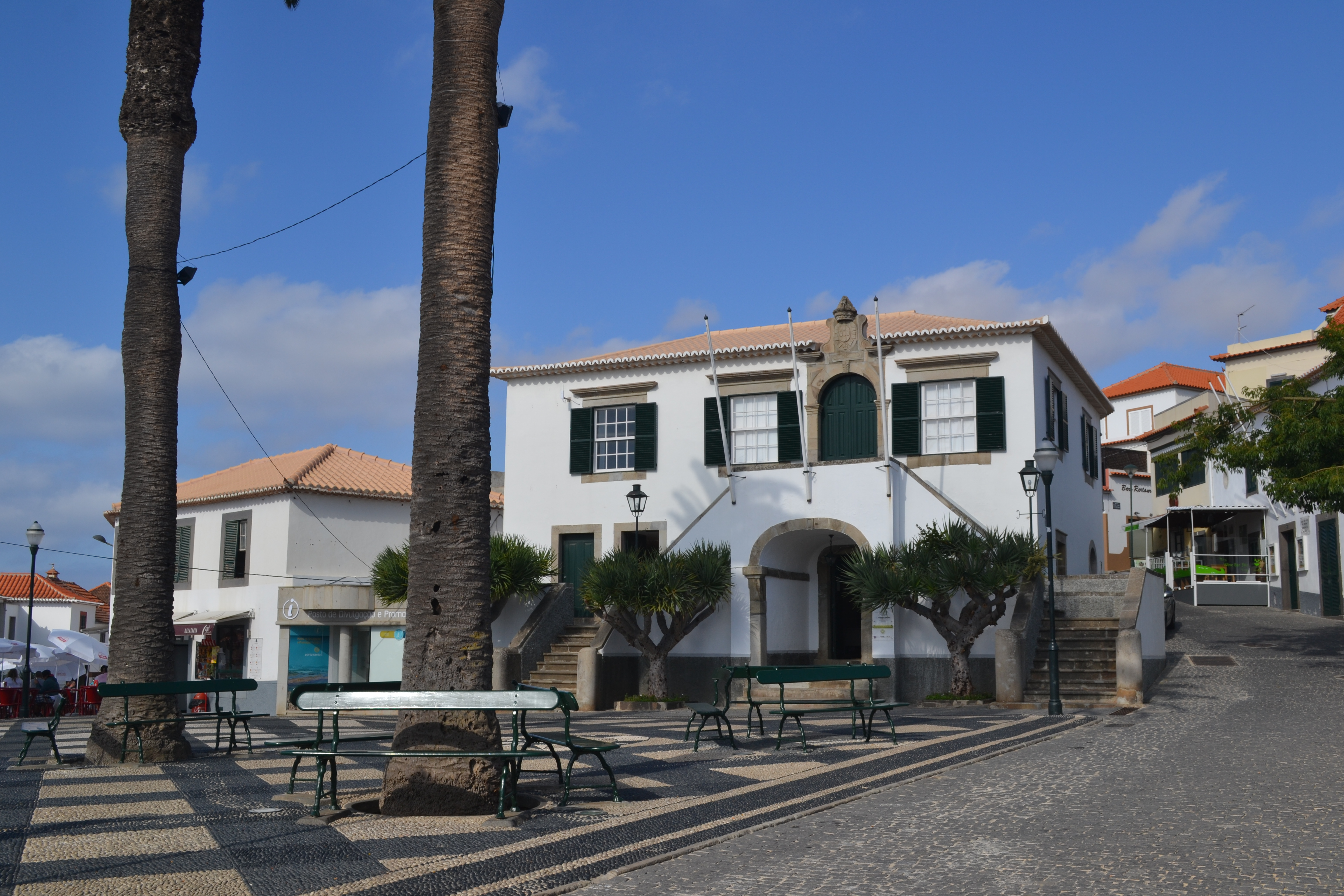
Centro del capoluogo, Vila Baleira

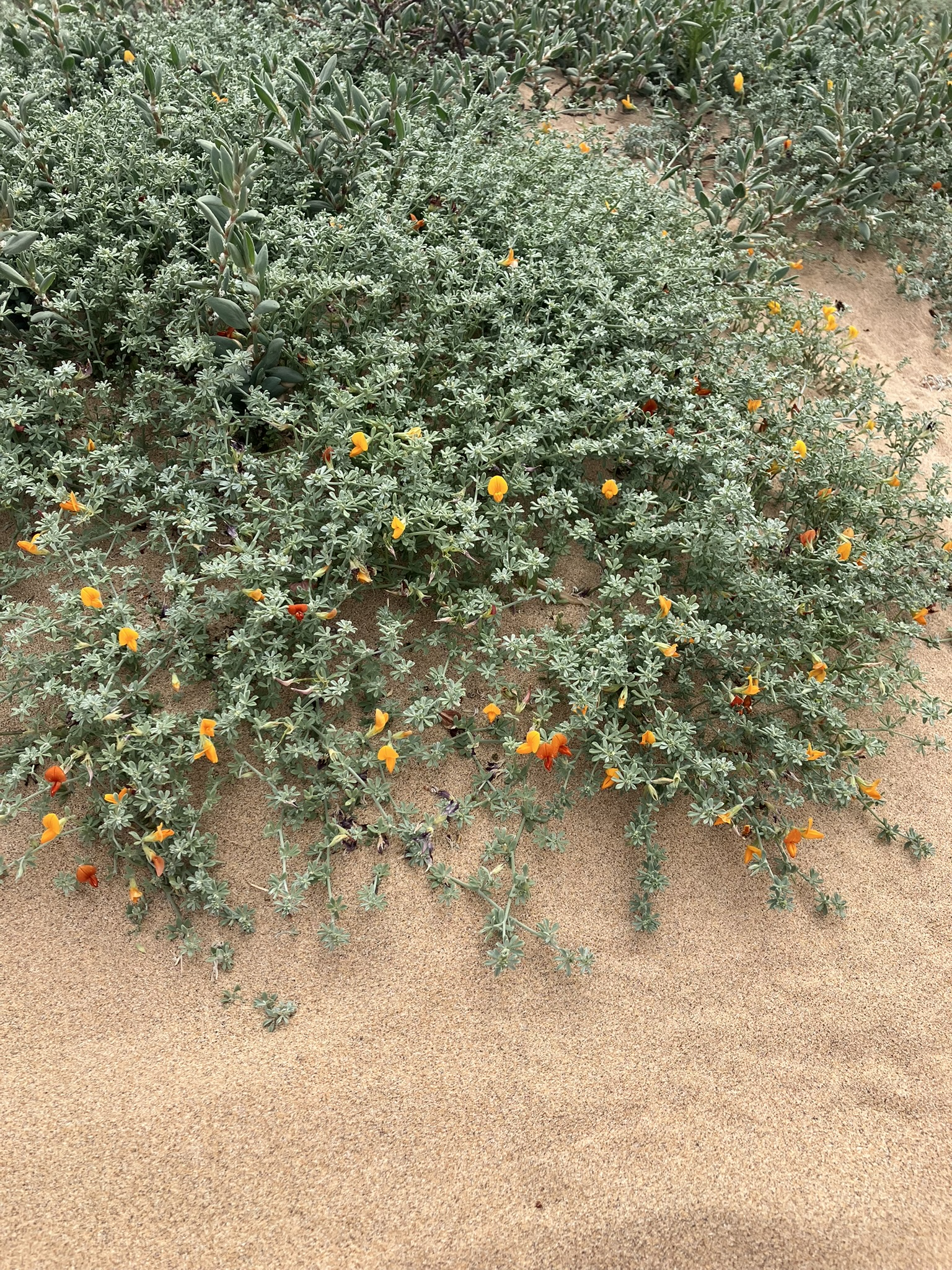
Pianta di Lotus glaucus subsp. floridus

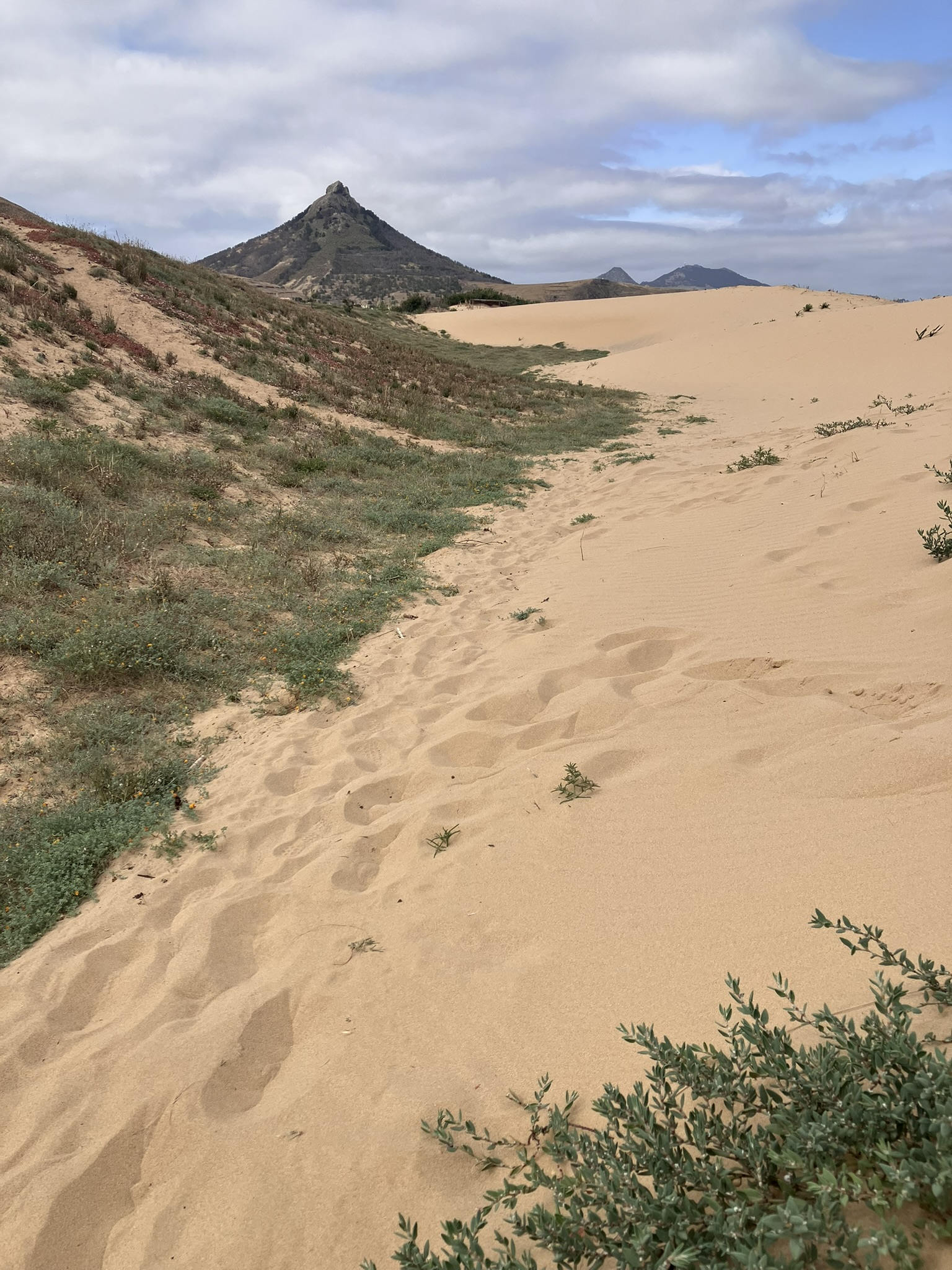
Vista del Pico de Ana Ferreira dal sito del progetto Life Dunas

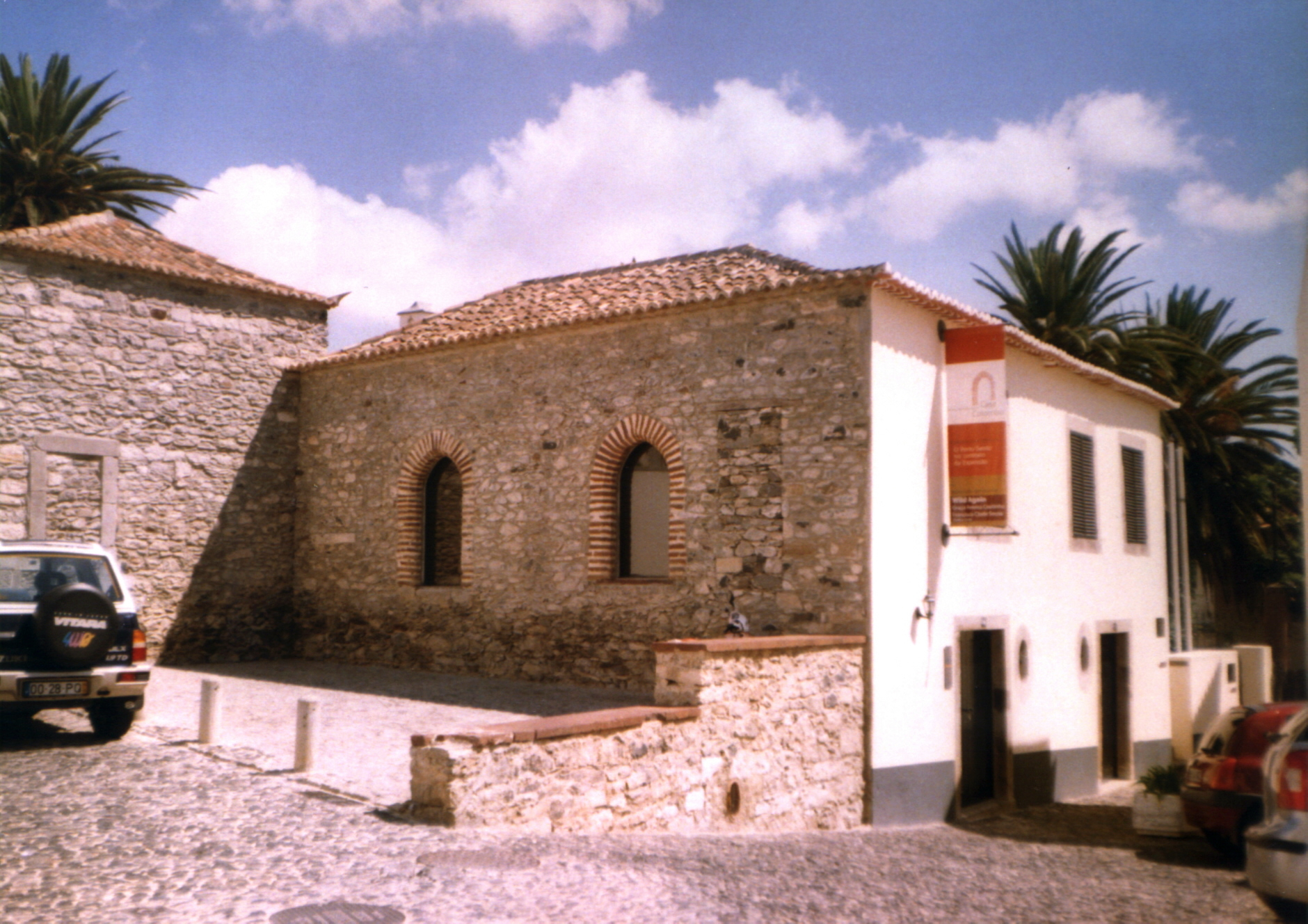
La casa di Cristoforo Colombo

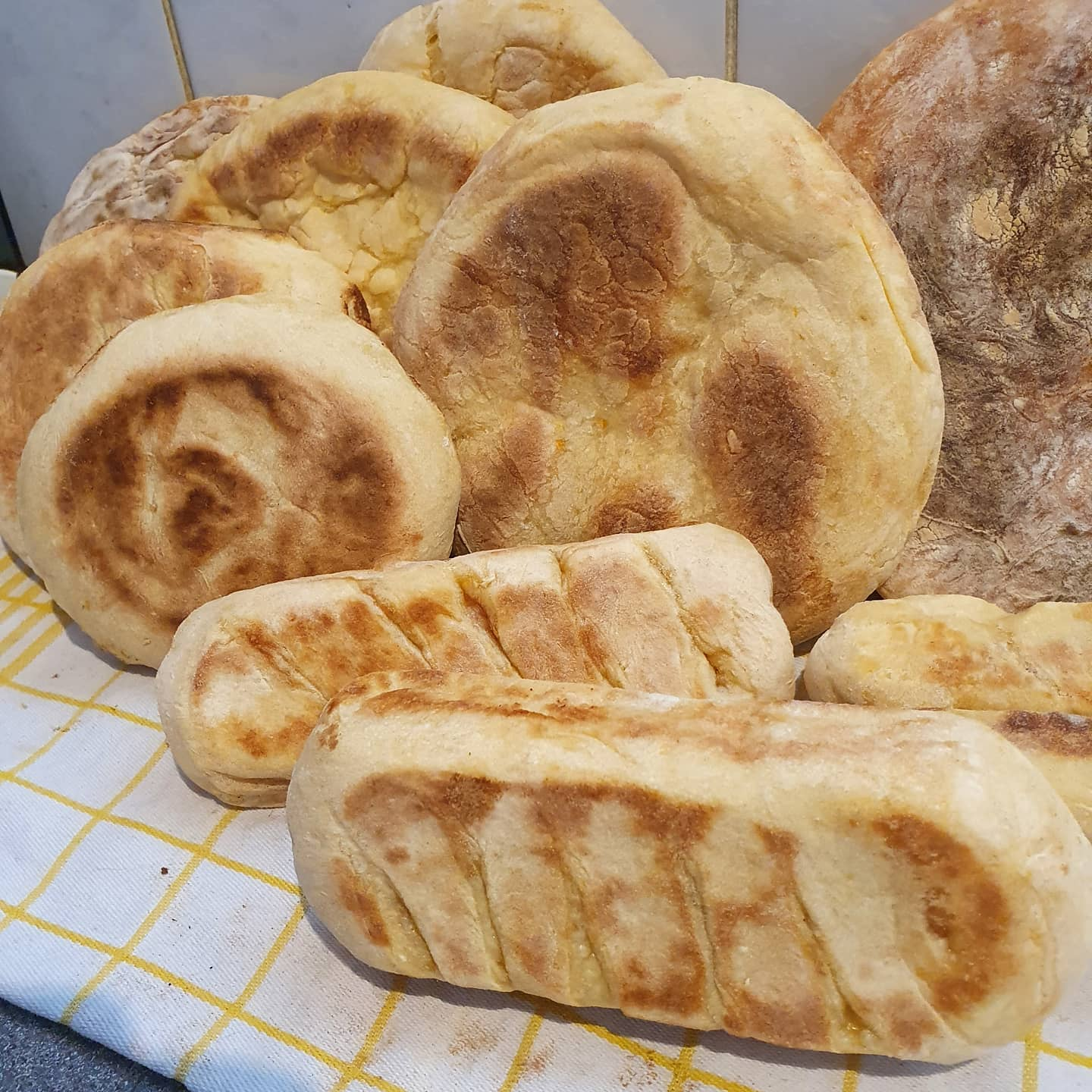
Il Bolo do caco, un pane tipico dell'isola.

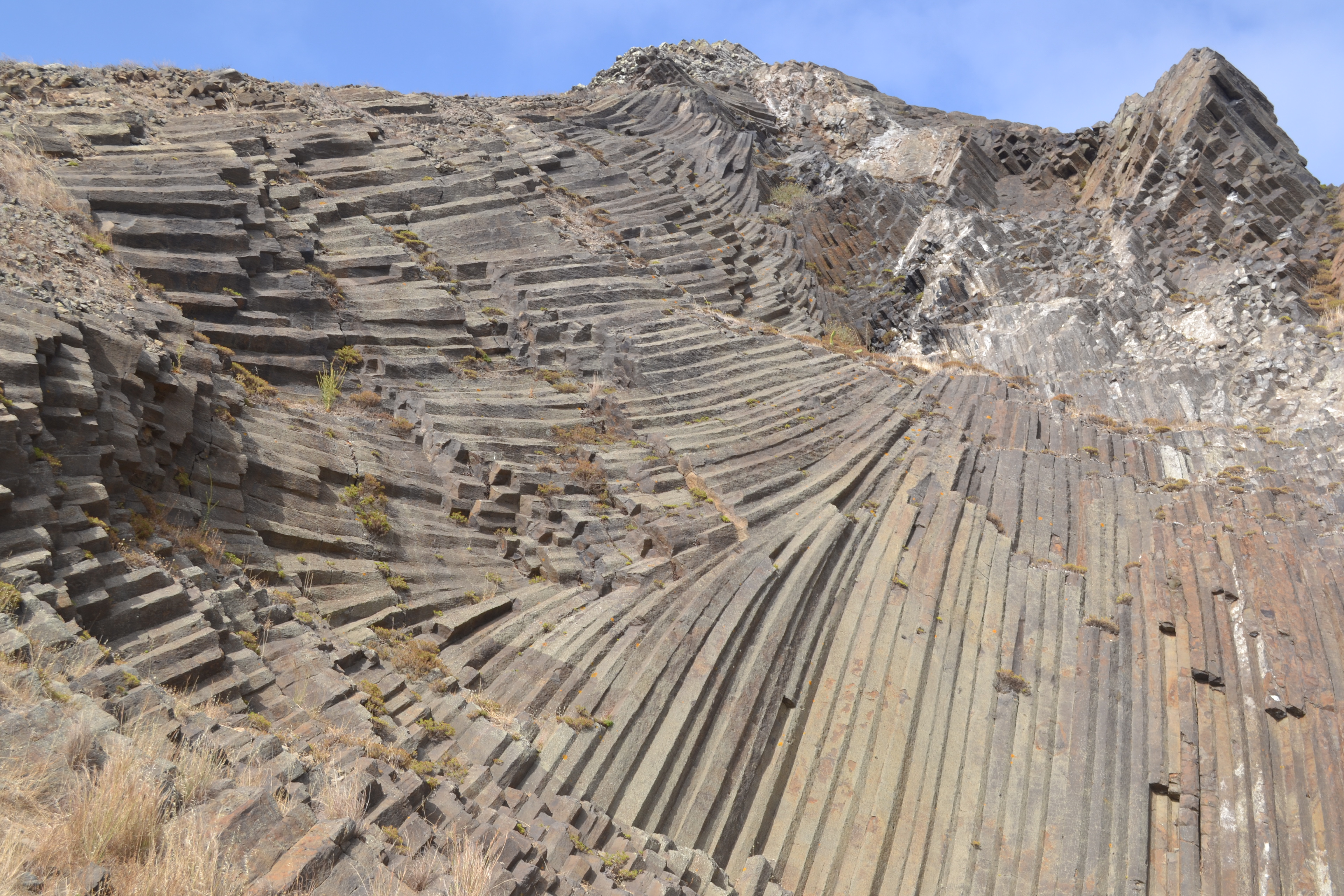
Le celebri canne d'organo, visitabili presso il sito geologico

Porto Santo (AFI:'poɾtu 'sɐ̃tu) è un comune costituito dall'omonima isola portoghese e da sei isolotti disabitati, facente parte della regione autonoma di Madera.
Situata nell'Oceano Atlantico, a 50 km a nord-est dall'isola di Madera, l'isola occupa una superficie di 42.17 km². La sua costa meridionale è caratterizzata da un'ininterrotta spiaggia di sabbia fine, quella settentrionale possiede, per contro, elevate e impervie scogliere a picco sul mare.
Il principale centro abitato di Porto Santo è Vila Baleira, situata nel sud-est dell'isola, dove visse tra il 1481 e il 1483 Cristoforo Colombo, la cui dimora è ancora presente e visitabile; sull'isola nacque anche il figlio di Colombo, Diego Colombo. Il rilievo più elevato è il Pico do Facho (516 m). 
L'isola è attorniata da sei isolotti, faraglioni disabitati: Ilhéu de Baixo o Ilhéu da Cal (il più grande) e Ilhéu do Ferro situati a sud-ovest dell'isola principale, Ilhéu de Cima a est, Ilhéu das Cenouras e Ilhéu de Fora a nord e Ilhéu de Fonte da Areia a nord-ovest.

## Storia
Pare che l'esistenza dell'arcipelago di Madera fosse nota almeno dal 1339, anno in cui un portolano redatto da Angelino Dulcert sembra rappresentare le isole di Madera e Porto Santo nella loro posizione, chiamandole però Capraria e Canaria, nomi attribuiti nell'antichità a due delle Isole Fortunate.
Nell'Atlante Mediceo, conservato a Firenze e risalente al 1351 appare l'isola di Porto Santo, più o meno nella sua corretta posizione geografica, con il nome di Porto sto. Anche il Libro del Conocimiento, opera di un anonimo castigliano del secolo XIV cita le isole dell'arcipelago di Madera coi loro nomi attuali o in modo chiaramente riconducibile ad essi: "...y a otra que dizen saluaje y a otra que dizen la isla desierta y a otra que dizen lecmane y a otra el puerto santo..." (nell'ordine: Isole Selvagge, Isole Desertas, Madeira (che in portoghese significa legname) e Porto Santo).
L'isola di Porto Santo fu poi riscoperta nel 1418 da João Gonçalves Zarco e Bartolomeo Perestrello, ai quali re Giovanni I del Portogallo aveva ordinato di scoprire nuovi territori ad ovest dell'Africa. Il nome dell'isola deriverebbe dalle circostanze della sua scoperta: alluderebbe cioè ad una baia protetta dalle burrasche, intesa come protezione divina per i marinai che vi trovarono riparo. I primi coloni portoghesi arrivarono intorno al 1420.

## Clima
Porto Santo gode di temperature miti lungo tutto il corso dell'anno che oscillano tra i 18 e i 27 gradi. È spazzata da venti secchi e ha precipitazioni poco abbondanti. Questo suo clima particolare, in congiunzione con la natura rocciosa del territorio, costituisce il motivo della scarsa vegetazione che vi si trova. Fichi d'india e altre piante grasse sorgono spontanee ovunque. Coltivazioni tipiche sono, inoltre, la vite, angurie e meloni.

## Ambiente
Nel 2020, l'isola di Porto Santo è diventata Riserva della biosfera nell'ambito del Programma sull'uomo e la biosfera dell'UNESCO, grazie alla significativa biodiversità che la caratterizza. La documentazione per la candidatura dell'isola come riserva della biosfera, mette in luce la presenza di 396 taxa endemici (310 specie, 84 sottospecie e due varietà), tra funghi, licheni, piante e animali (vertebrati e invertebrati); tra questi sono anche presenti specie con uno stato di conservazione minacciato. Per quanto riguarda la biodiversità terrestre e marina, l'isola presenta un alto livello di endemismo, con specie caratteristiche della Macaronesia, dell'arcipelago di Madera, ma anche esclusive di Porto Santo.
Per quanto riguarda la flora, tra le specie presenti solo a Porto Santo, abbiamo il Lotus loweanus e la Vicia costae. Mentre per quanto riguarda la fauna, sono presenti sull'isola animali come l'upupa, il falco tinnunculus canariensis e la lucertola muraiola di Madera. Oltre agli animali stabilmente presenti, vi sono alcune specie degne di nota che è possibile trovare sull'isola in base ai periodi di migrazione; tra questi vi sono l'airone rosso (Ardea purpurea), il piovanello tridattilo (Calidris alba), il capodoglio e la tartaruga caretta (Caretta caretta). In tal senso, un episodio significativo è accaduto nel 2019, quando un esemplare di foca monaca è arrivato a Porto Santo dalle Isole Desertas, anch'esse facenti parte della Regione Autonoma di Madera. La foca monaca, come la tartaruga caretta, è una specie vulnerabile secondo la lista rossa dell'IUCN; benché la specie non sia presente sull'isola, l'episodio ha reso evidente l'interesse biogeografico dell'isola e la necessità di tutelarne gli ecosistemi.
Il riconoscimento come Riserva della Biosfera è un tassello importante per raggiungere un equilibrio tra le necessità socio-economiche dell'isola, la valorizzazione del patrimonio immateriale e la conservazione della biodiversità, soprattutto tenendo conto delle sfide climatiche e ambientali. Gli eventi meteorologici estremi, l'innalzamento del livello del mare e il crescente turismo sono fattori che rischiano di influenzare gli ecosistemi dell'isola. L'ecosistema più fragile è quello delle dune che caratterizzano la spiaggia dell'isola, motivo per cui è stato avviato il progetto Life Dunas, sostenuto dall'Unione Europea. In particolare, il progetto ha lo scopo di ripristinare l'ecosistema nelle aree in cui è stato maggiormente compromesso dalle azioni umane. In queste aree, un'attività fondamentale è stata la rimozione delle specie aliene invasive di piante, come il fico di mare o la canna comune, affiancata alla produzione di piante native, come Lotus glaucus (subsp. floridus), l'euforbia marittima o il Lotus loweanus. La presenza di vegetazione è fondamentale per contrastare l'azione del vento, che, spingendo la sabbia verso il mare, rischia di compromettere la stabilità delle dune. Oltre al ripristino della flora autoctona, per ottimizzare la condizione e la stabilità del suolo circostante, sono state implementate delle tecniche agricole specifiche per le coltivazioni nell'area più interna delle dune.

## Società

### Evoluzione demografica
| Popolazione di Porto Santo (1849 – 2011) | Popolazione di Porto Santo (1849 – 2011) | Popolazione di Porto Santo (1849 – 2011) | Popolazione di Porto Santo (1849 – 2011) | Popolazione di Porto Santo (1849 – 2011) | Popolazione di Porto Santo (1849 – 2011) | Popolazione di Porto Santo (1849 – 2011) | Popolazione di Porto Santo (1849 – 2011) | Popolazione di Porto Santo (1849 – 2011) |
| ---------------------------------------- | ---------------------------------------- | ---------------------------------------- | ---------------------------------------- | ---------------------------------------- | ---------------------------------------- | ---------------------------------------- | ---------------------------------------- | ---------------------------------------- |
| 1849                                     | 1900                                     | 1930                                     | 1960                                     | 1981                                     | 1991                                     | 2001                                     | 2011                                     |                                          |
| 1810                                     | 2390                                     | 2494                                     | 3505                                     | 4376                                     | 4706                                     | 4474                                     | 5483                                     |                                          |

## Comunicazioni
Sull'isola si trova un aeroporto situato a circa 2 km da Vila Baleira. 
L'aeroporto di Porto Santo è il primo aeroporto costruito nell'arcipelago di Madera, nel 1959, e dispone di un solo terminal. Il suo codice IATA è PXO.
È inoltre dotata di un piccolo porto, porto de Abrigo, da cui partono quotidianamente traghetti che la collegano con Funchal.

## Turismo
La costa sud dell'isola è ideale per il turismo balneare tra maggio e ottobre. Dotata di strutture di buon livello, in crescita, non è ancora molto conosciuta e sfruttata.
La zona nord, molto rocciosa e scoscesa, non ha spiagge e il turismo è poco presente.

### Attrazioni
- Pico Ana Ferreira: sito geologico dove è possibile osservare le cosiddette canne d'organo, formazioni vulcaniche a forma di prismi pentagonali ed esagonali molto rare.
- Golf Porto Santo: uno dei migliori e più celebri campi del mondo.
- Quinta das Palmeiras: giardino botanico privato.[9]
- Casa di Cristoforo Colombo: la casa del celebre esploratore è visitabile e vi è allestito un piccolo museo.
- Museo Cardina: museo di storia locale.